# Farní sbor Českobratrské církve evangelické ve Hvozdnici
Farní sbor Českobratrské církve evangelické ve Hvozdnici je jedním z mimopražských sborů seniorátu pražského. Na sboru působí od roku 2006 farářka Vendula Glancová (Kalusová). Laickým představitelem sboru je kurátorka Zora Kasiková.
Sbor v současné době nemá žádné kazatelské stanice, služby Boží se konají pouze v sídle sboru, tzv. Husově domě, každou neděli v 9:30 h. V roce 2025 vykazoval 51 členů.
Má rozsáhlou diasporu v okolních obcích Hvozdnice, Davle, Sloup, Štěchovice, Masečín, Hradištko, Bojanovice, Bratřínov, Bojov, Čisovice, Rymaně, Mníšek pod Brdy, Řitka, Líšnice, Klínec, Trnová, Jíloviště, Slapy, Buš, Čím, Porostliny, Nové Dvory, Kytín, Nový Knín, Sudovice, Korkyně, Malá Hraštice, Malá Lečice, Velká Lečice, Senešnice, Stříbrná Lhota, Zahořany, Nová Ves pod Pleší.
Ve sboru působil v letech 1968–1971 farář Svatopluk Karásek, po odebrání státního souhlasu až do roku 2006 se zde scházeli k bohoslužbám věrní laici.

## Historie
Sbor vznikl jako kazatelská stanice roku 1923. Samostatným farním sborem se stal už po šesti letech roku 1929.

## Doprava
Autobus PID číslo 314 ze Smíchovského nádraží, v neděli odjezd 8:46 a přijíždí na zastávku přímo u plotu farní zahrady 9:23. Zpáteční spojení až 17:41  nebo autobusem z Davle, obec 11:32. U sboru je možno zaparkovat vozidlo.
Nejbližší železniční zastávkou je zastávka Bojov na trati 210 (Praha - Vrané nad Vltavou - Dobříš), která je dostupná pěšky po žlutě značené turistické trase a od sídle sboru vzdálena zhruba 1,4 km
. Nejbližší spojení ve směru na Prahu po skončení bohoslužeb je ve 13.15 hod.,

ve směru na Dobříš v 11.18 hod.

(podle jízdního řádu pro rok 2015). V případě výluky na trati mohou být časy odjezdů posunuty.